# Flughafen Uşak

i8
i11
i13
Der Flughafen Uşak (türkisch Uşak Havalimanı, IATA-Code: USQ, ICAO-Code: LTBO) ist ein türkischer Flughafen nahe der Stadt Uşak. Gemessen am Passagieraufkommen ist es mit jährlich knapp 28.000 Passagieren einer der kleinsten Verkehrsflughäfen der Türkei (Stand: 2019). Er wird durch die staatliche DHMI betrieben.

## Geschichte
Der Flughafen wurde 1988 dem Betrieb übergeben und wird zivil und militärisch genutzt. Er verfügt über einen Terminal mit einer Kapazität von 500.000 Passagieren im Jahr und eine befestigte Start- und Landebahn, die jedoch kein Instrumentenfluglandesystem (ILS) besitzt. Das Vorfeld hat eine Größe von 80 × 45 Meter und kann ein einzelnes Verkehrsflugzeug aufnehmen.
Die ihm zugeordnete Stadt Uşak liegt etwa vier bis sechs Kilometer entfernt. Sie ist mit dem Taxi, Privatwagen oder Dolmuş über die Fernstraße D-300/E-96 zu erreichen.